# Munnopsis intermedia
Munnopsis intermedia är en kräftdjursart som beskrevs av Yakov Avadievich Birstein1963. Munnopsis intermedia ingår i släktet Munnopsis och familjen Munnopsidae. Inga underarter finns listade i Catalogue of Life.